# Paróquias da diocese de Caçador
A Diocese de Caçador é dividida em 25 paróquias localizadas em 23 dos municípios do centro-norte do estado de Santa Catarina
Sua paróquia mais antiga é a de Nossa Senhora da Vitória em Porto União, erigida em 1906.
Os municípios abrangidos pela Diocese de Blumenau são: Arroio Trinta, Bela Vista do Toldo, Caçador, Calmon, Canoinhas, Fraiburgo, Iomerê, Irineópolis, Lebon Régis, Macieira, Major Vieira, Matos Costa, Monte Castelo, Papanduva, Pinheiro Preto, Porto União, Rio das Antas, Salto Veloso, Santa Cecília, Timbó Grande, Três Barras, Treze Tílias e Videira.
| Paróquia                          | Município           | Ano de ereção | Observações            |
| --------------------------------- | ------------------- | ------------- | ---------------------- |
| Nossa Senhora da Vitória          | Porto União         | 1906          |                        |
| Santa Cruz                        | Canoinhas           | 1912          |                        |
| Imaculada Conceição               | Videira             | 1930          |                        |
| São Francisco de Assis            | Caçador             | 1934          | Catedral Metropolitana |
| São Luís Gonzaga                  | Iomerê              | 1935          |                        |
| Nossa Senhora do Perpétuo Socorro | Treze Tílias        | 1935          |                        |
| Santo Antônio                     | Rio das Antas       | 1944          |                        |
| Nossa Senhora dos Campos          | Arroio Trinta       | 1949          |                        |
| Santa Isabel                      | Ipoméia             | 1949          |                        |
| São Sebastião                     | Papanduva           | 1950          |                        |
| São Pedro                         | Pinheiro Preto      | 1958          |                        |
| Santo Antônio                     | Lebon Régis         | 1959          |                        |
| Santa Cecília                     | Santa Cecília       | 1959          |                        |
| Imaculada Conceição               | Fraiburgo           | 1963          |                        |
| São José Operário                 | Monte Castelo       | 1963          |                        |
| Santa Juliana                     | Salto Veloso        | 1963          |                        |
| Senhor Bom Jesus                  | Irineópolis         | 1965          |                        |
| Nossa Senhora Rainha              | Caçador             | 1966          |                        |
| Cristo Redentor                   | Caçador             | 1972          |                        |
| São João Batista                  | Três Barras         | 1972          |                        |
| Divino Espírito Santo             | Major Vieira        | 1974          |                        |
| São João Batista                  | Matos Costa         | 1974          |                        |
| São José                          | Timbó Grande        | 1994          |                        |
| São Pedro e Paulo                 | Porto União         | 2007          |                        |
| Divino Pai Eterno                 | Bela Vista do Toldo | 2012          |                        |